# Szumne (szczyt)
Szumne (844 m) – szczyt w głównym grzbiecie Pienin Spiskich (Grzbiet Braniska-Humbargu), znajdujący się około 320 m na wschód od Żaru – najwyższego szczytu Pienin Spiskich.
Szumne to całkowicie porośnięte lasem, mało wybitne wzniesienie w równoleżnikowo położonym Grzbiecie Braniska-Humbargu. Ma jednak znaczenie topograficzne i orientacyjne, na południe odbiega bowiem od niego grzbiet z wzniesieniami Dziurawe, Ostra Góra i Szubieniczna Góra. Na południowym stoku Szumnego znajdują się widokowe polany Wapienne i Miśkowa Szkółka, a w południowym stoku między wzniesieniem Szumne i czubą Dziurawe jest niewielka jaskinia Krzywa Dziura.
Grzbietem Szumnego biegnie granica między miejscowościami Łapsze Niżne (stok południowy) i Frydman (stok północny), obydwie w województwie małopolskim, w powiecie nowotarskim, w gminie Łapsze Niżne, oraz znakowany szlak turystyczny.

## Szlaki turystyki pieszej
Zamek w Niedzicy – Tabor – Cisówka – Przesła – Szumne – Żar – Jurgowskie Stajnie – Dursztyn.